# 明思德
明思德（1884年5月18日—1962年10月26日），美国牧师、传教士和学术主管。他毕业于中央大学和路易斯维尔长老宗神学院。1904年4月，他取得传教许可证后不久便离开美国前往中国杭州开始了他三十年的传教生涯。他于1911年至1932年担任长老宗传教士。之后，他来到之江大学教书，后升至校长任职四年。随后，他被日军关押在战俘营里7个月。1943年，他返回美国，并在次年当选母校中央学院校长。1944年9月，他正式上任与罗伯特·L·麦克劳德一同任职。麦克劳德自1942年起便在美国海军担任牧师。二战過后，两位校长皆在1945年11月提出辞职，但明思德辞呈未获批准，因而留任至1946年10月。离开丹维尔后，他来到中国基督教大学联合董事会工作，并于1953年退休。

## 早年生活

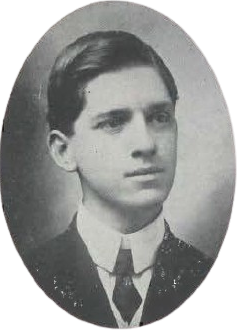
1905年的明思德

明思德于1884年5月18日出生在布莱克斯托克，是约翰·卡尔文·麦克马伦和亨利埃塔·约翰斯顿之子。他就读于丹维尔中央大学（现今中央学院），并于1905年毕业。在中央大学求学期间，他加入了Delta Kappa Epsilon兄弟会，同时也是基督教青年会和张伯伦文社主席。之后，他来到斯坦福担任起斯坦福高中副校长，任期一年。1909年，他从路易斯维尔长老宗神学院毕业后取得神学学士学位。随后又从南方浸会神学院取得哲学博士学位，并在哥伦比亚大学取得文学硕士和教育博士学位。他同时也是普林斯顿大学校友。1907年4月7日，他从西列克星敦长老宗手中取得传教许可证。

## 职业生涯

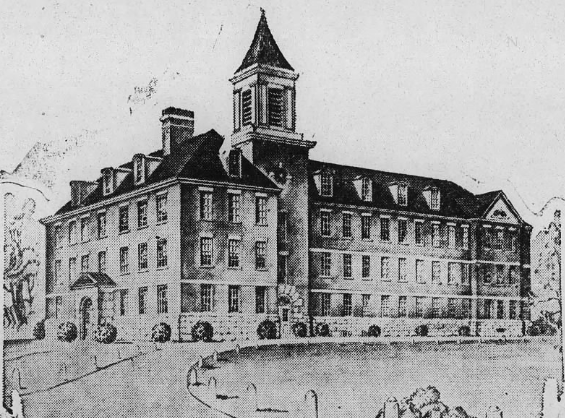
绘于1946年5月的布雷肯里奇大厅改建后画像

婚后次年，明思德与妻子受美南长老会之托前往中国杭州工作。在中国期间，中央学院授予他名誉神学博士学位。1932年，他来到之江大学教书育人，后于1938年升职成校长，并担任至1942年。除此之外，他还兼任学校的教务长和总稽核职务。1942年中国抗日战争期间，他被日军关在战俘营里7个月。1943年12月，他乘坐格里普斯霍尔姆斯号回国。他在回国不久后便相继发表多篇有关中国以及在华经历的演讲，其中包括1945年1月和3月的演讲。
1944年6月，他被选为中央学院校长。该职位自第14任校长罗伯特·L·麦克劳德于1942年12月休假加入美国海军担任牧师后便一直处于空缺状态。董事长表示设立双校长制度是因为学校需由活跃的人领导。詹姆斯·H·休利特自麦克劳德参军后便一直代理校长职务，明思德上任后，他将当回院长以及英语教授。1944年8月24日，明思德抵达丹维尔，并于9月1日上任。1945年5月26日，他正式就任中央学院校长职务。虽然明思德为共任校长，但因麦克劳德不在校，因此得以行使所有职权。在他任内，布雷肯里奇大厅和学院数座建筑进行了翻修。同时，他也开始招收更多教职员工，以应对战后入学人数激增，招收的教职员工里，有八人正在攻读高等学位。除此之外，他任内还曾前往丹维尔高中、尼古拉斯维尔高中和现今的西肯塔基大学向毕业生发表演讲。
1945年11月9日，明思德递交辞呈，并于1946年10月1日生效。麦克劳德则在5天后递交辞呈，并立即生效。1947年，中央学院授予他名誉学位。1946年9月，明思德宣布学院获得詹姆斯·克拉克·麦克雷诺兹的5万美元（相当于2024年的$806,000）遗赠。
离开学院后，明思德来到纽约担任中国基督教大学联合董事会执行秘书，并担任至1952年。1953年，他在教堂山的第一长老宗教堂担任牧师，并于同年退休。

## 家庭与逝世
1910年6月8日，明思德与埃玛·莫菲特在莱巴嫩结婚。1962年10月26日，明思德在海波因特逝世，享年78岁。

### 书籍
- Craig, Hardin. . 丹维尔 (肯塔基州): Centre College. 1967年10月. OCLC 856258.
- Weston, William J. . 丹维尔 (肯塔基州): Centre College. 2019. ISBN 978-1-6943-5863-9. OCLC 1142930784.